# Nova Levante

Territorio de la comuna.

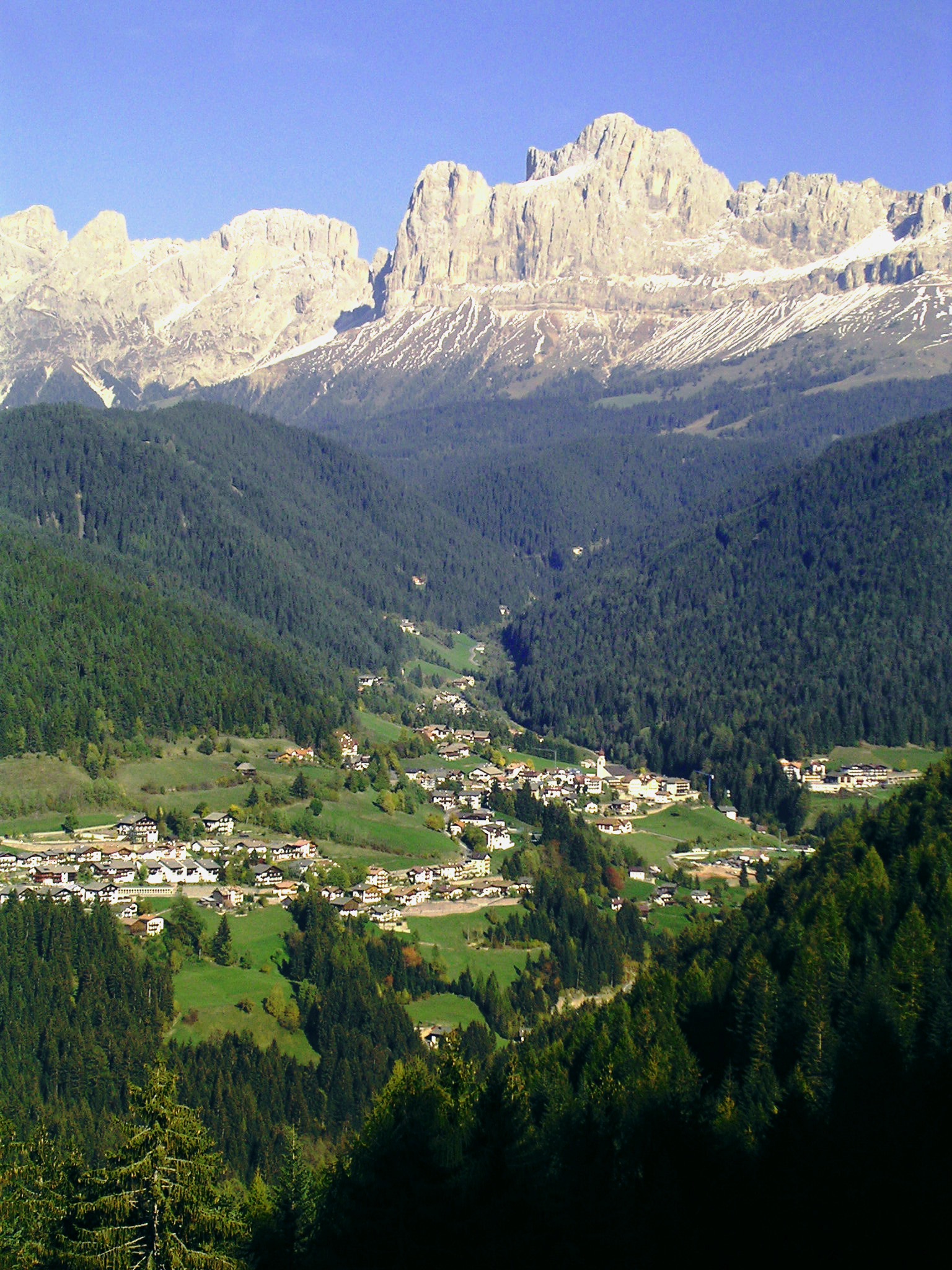

Nova Levante (en alemán Welschnofen) es un municipio de Italia de 1.825 habitantes de la Provincia Autónoma de Bolzano. El topónimo fue registrado oficialmente como Nova en 1307 y deriva del latín nova que significa («nuevos terrenos para la agricultura»). Welsch significa «novela» en el ladino".

## Demografía
La mayor parte de la población de Nova Levante tiene como lengua nativa al idioma alemán:
Idioma italiano: 3.45%
Idioma alemán: 96.19%
Idioma ladino: 0.36%
| Gráfica de evolución demográfica de Nova Levante entre 1861 y 2001 |
|                                                                    |
| Fuente ISTAT - Gráfica elaborada por Wikipedia                     |

## Administración
- Alcalde: Elmar Pattis
- Fecha de asunción: 09/05/2005
- Partido: SVP
- Teléfono de la comuna: 0471 613114
- Correo electrónico: welschnofen@gvcc.net